# Thea Stankiewicz
Thea Stankiewicz (* 19. Januar 1998 in Bergen) ist eine schwedische Handballspielerin.

## Karriere
Stankiewicz trat mit Fana IL in den Spielzeiten 2015/16 und 2016/17 in der zweithöchsten norwegischen Spielklasse an. In diesen beiden Spielzeiten erzielte die Rückraumspielerin 185 Treffer in 41 Ligaspielen. Im Sommer 2017 wechselte sie zum Erstligisten Tertnes IL. Mit Tertnes nahm sie in den Spielzeiten 2017/18 und 2019/20 am EHF-Pokal sowie 2020/21 an der EHF European League teil. Ab der Saison 2021/22 stand sie beim dänischen Erstligisten Aarhus United unter Vertrag. Im Sommer 2023 wechselte sie zurück nach Schweden, wo sie beim IK Sävehof einen Zwei-Jahres-Vertrag erhielt. Mit Sävehof gewann sie 2024 sowohl die schwedische Meisterschaft als auch den schwedischen Pokal.
Stankiewicz lief für die schwedische Jugend- und Juniorinnenauswahl auf. Für diese Mannschaften nahm sie an der U-17-Europameisterschaft 2015, an der U-18-Weltmeisterschaft 2016, an der U-19-Europameisterschaft 2017 und an der U-20-Weltmeisterschaft 2018 teil.

## Privates
Thea Stankiewicz ist die Tochter einer Norwegerin und des ehemaligen schwedischen Handballspielers Jan Stankiewicz. Ihr jüngerer Bruder Ebbe Stankiewicz spielt ebenfalls Handball.